# Cataratas de Kalandula
Cataratas de Kalandula (en portugués: Quedas de Kalandula) son unas cascadas que se encuentran en el municipio de Kalandula, provincia de Malanje, en el país africano de Angola.

## Generalidades
Las cataratas se encuentran en el río Lucala, el afluente más importante del río Cuanza. Están a unos 80 km de la ciudad de Malanje, la capital provincial y 420 kilómetros de Luanda, la capital del país. Con una extensión de 410 metros y una altura de 105 metros, son las segundas más importantes de África.
Hasta 1975 el año que marca el fin del dominio portugués sobre Angola, eran conocidas como las Cataratas del duque de Braganza (Quedas do Duque de Bragança).

## Galería

Una visita en Kacimbo
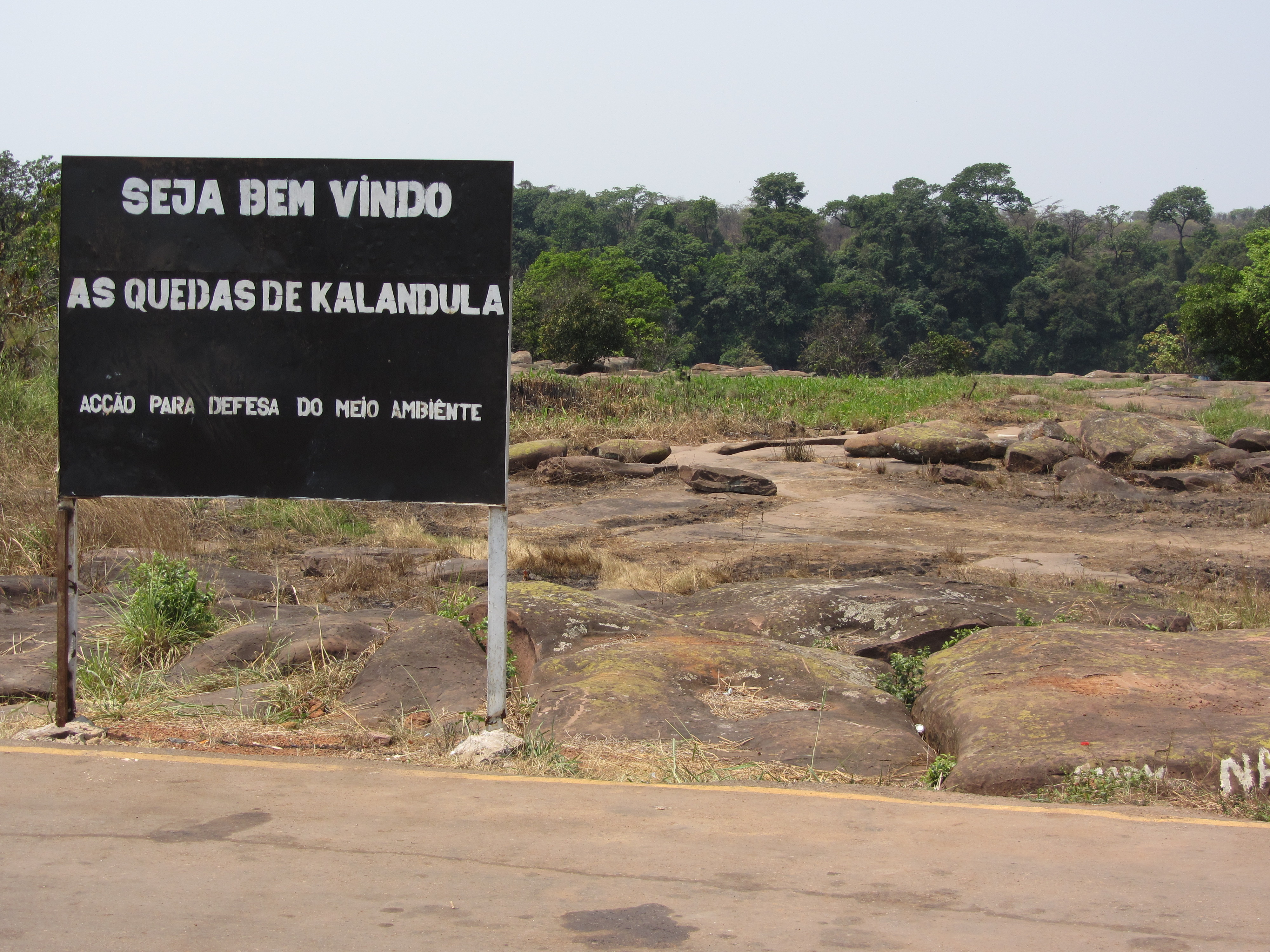
Bienvenido al centro de visitantes
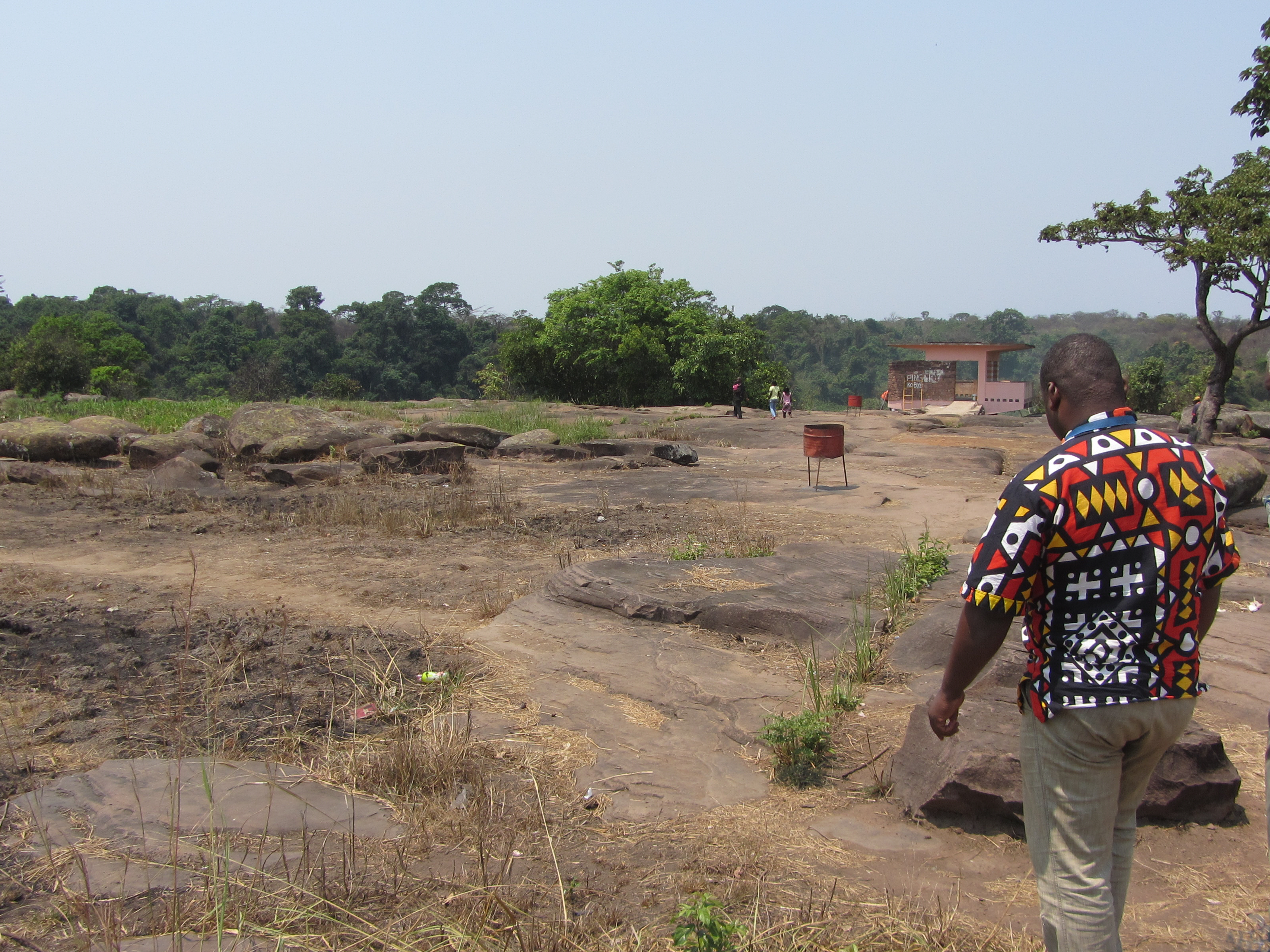
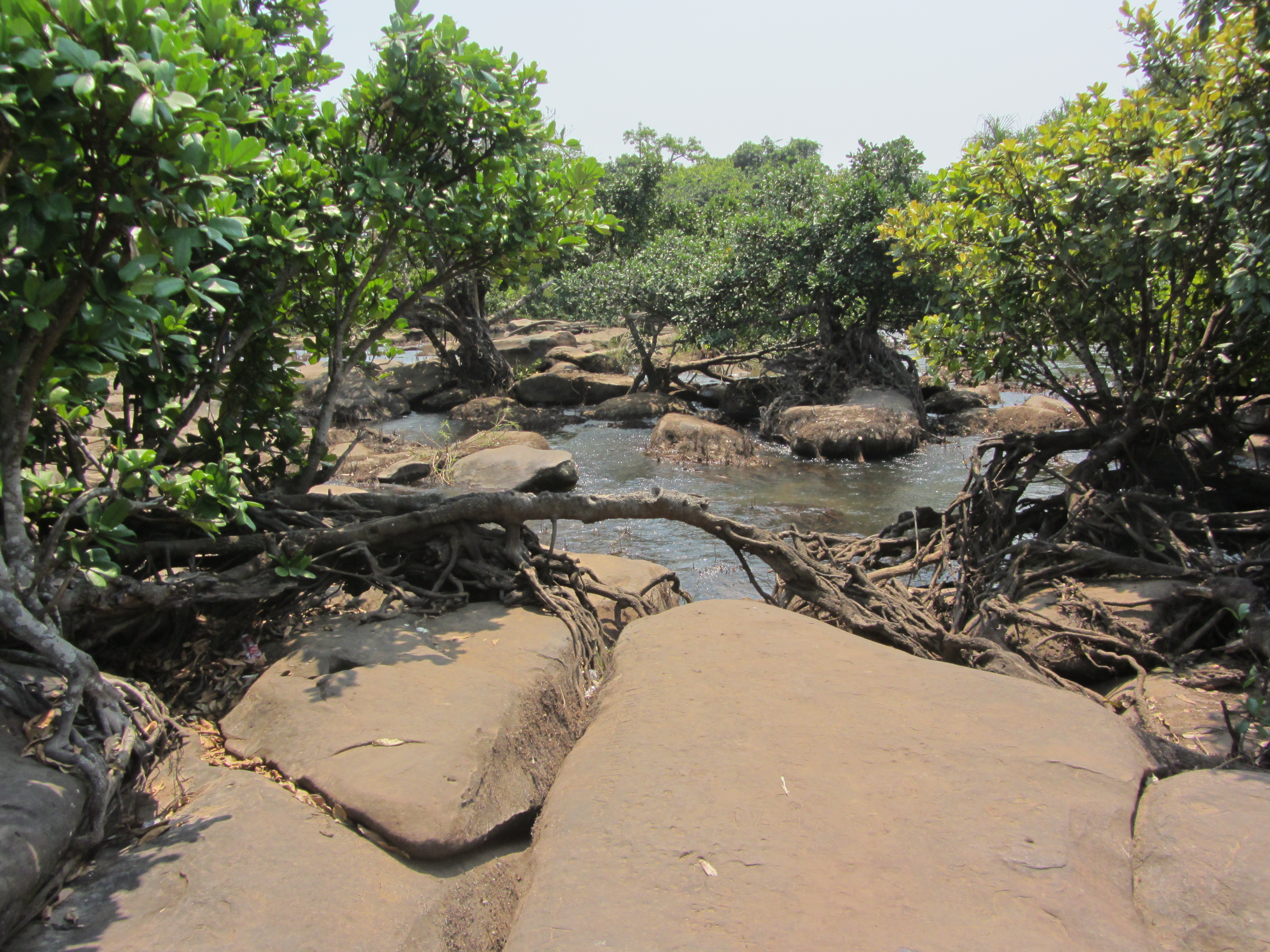
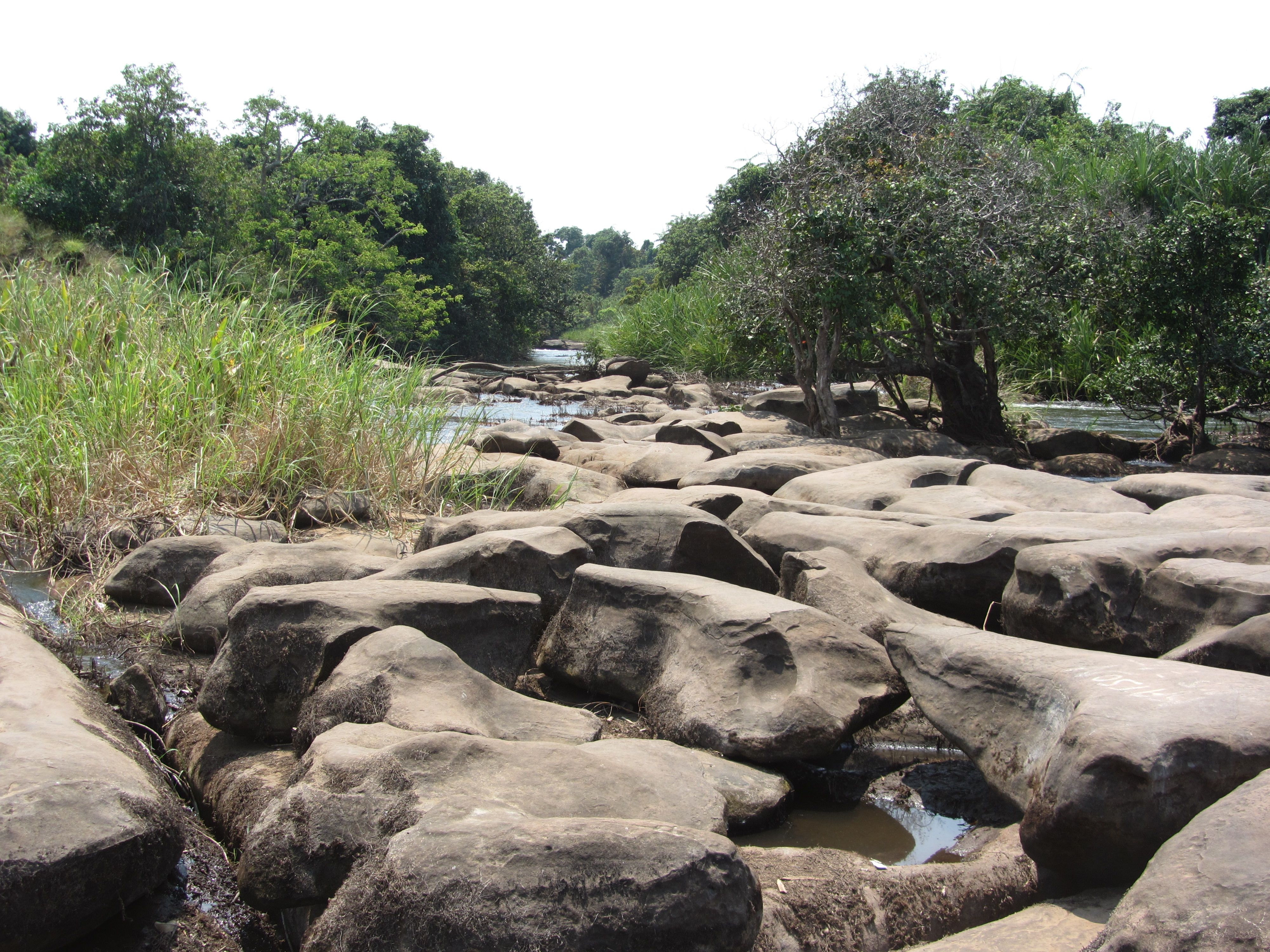
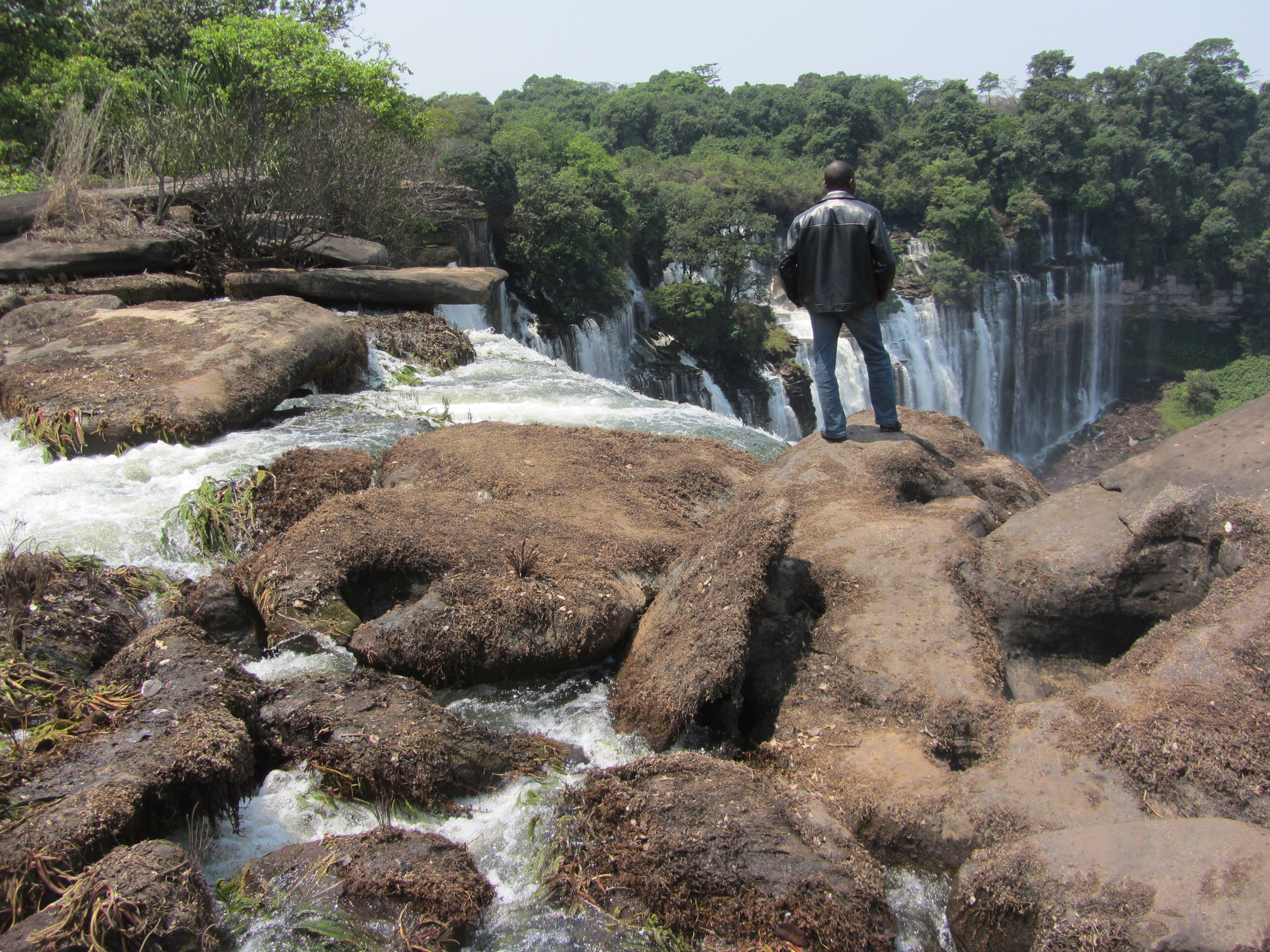
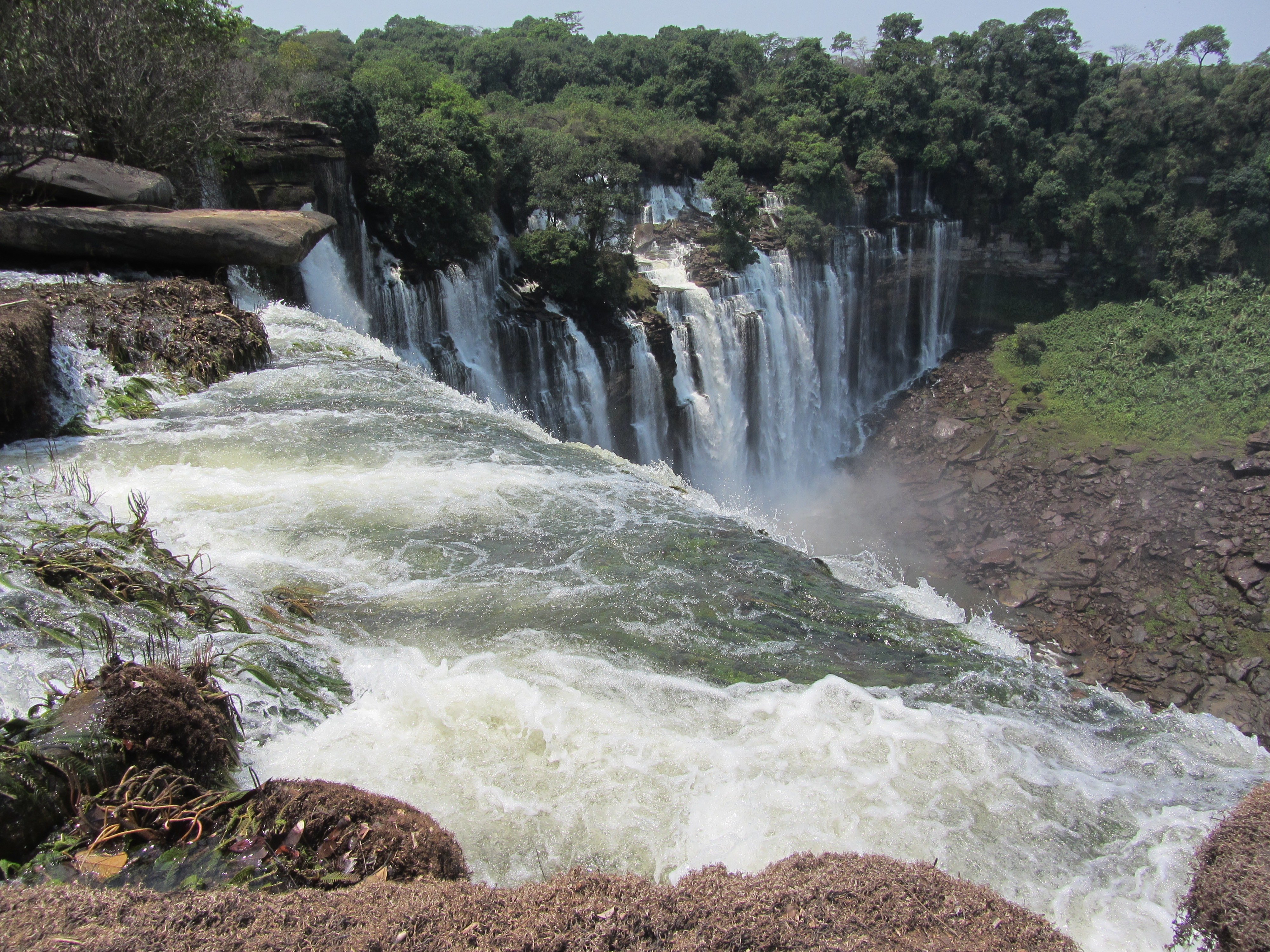
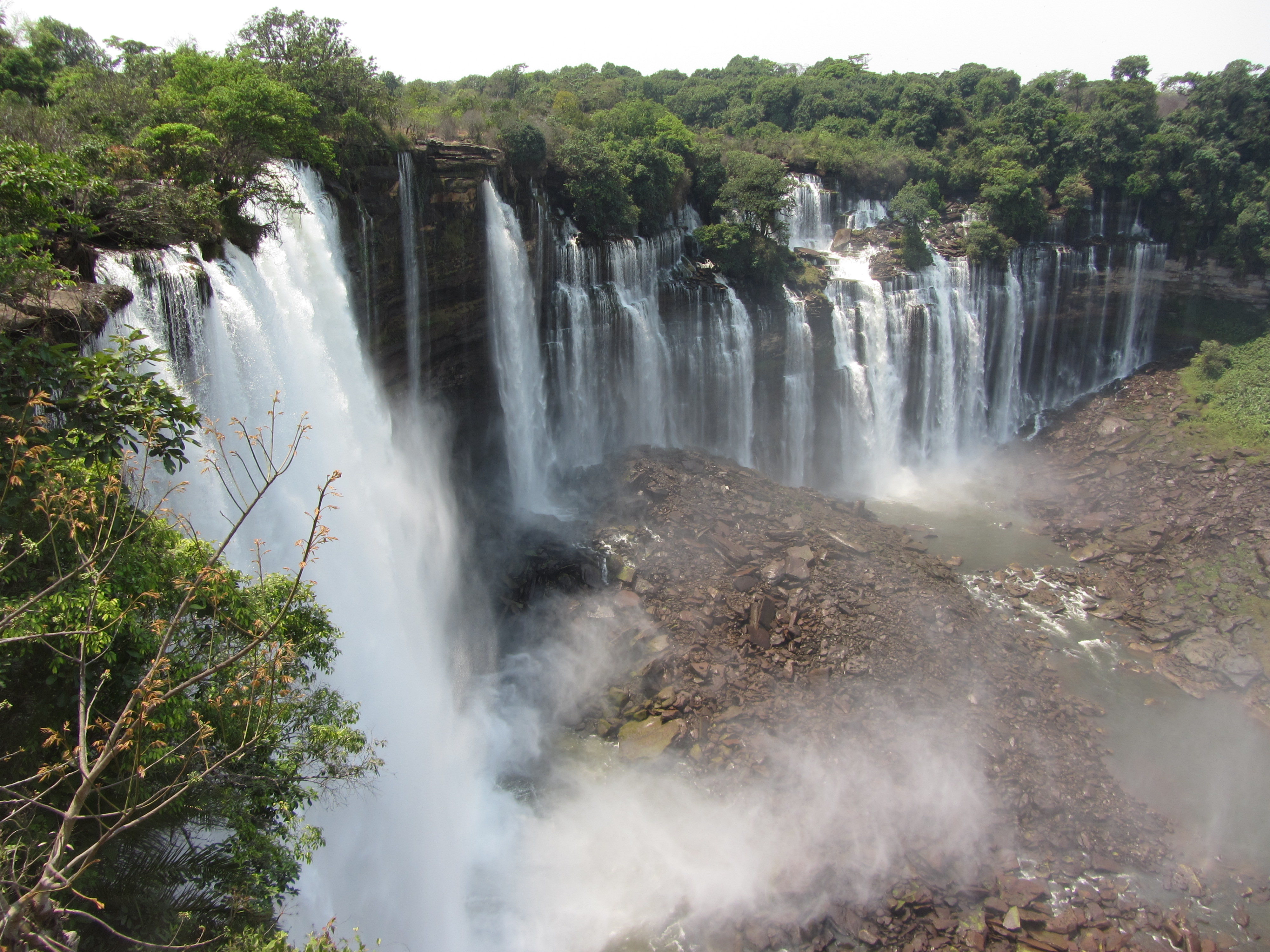
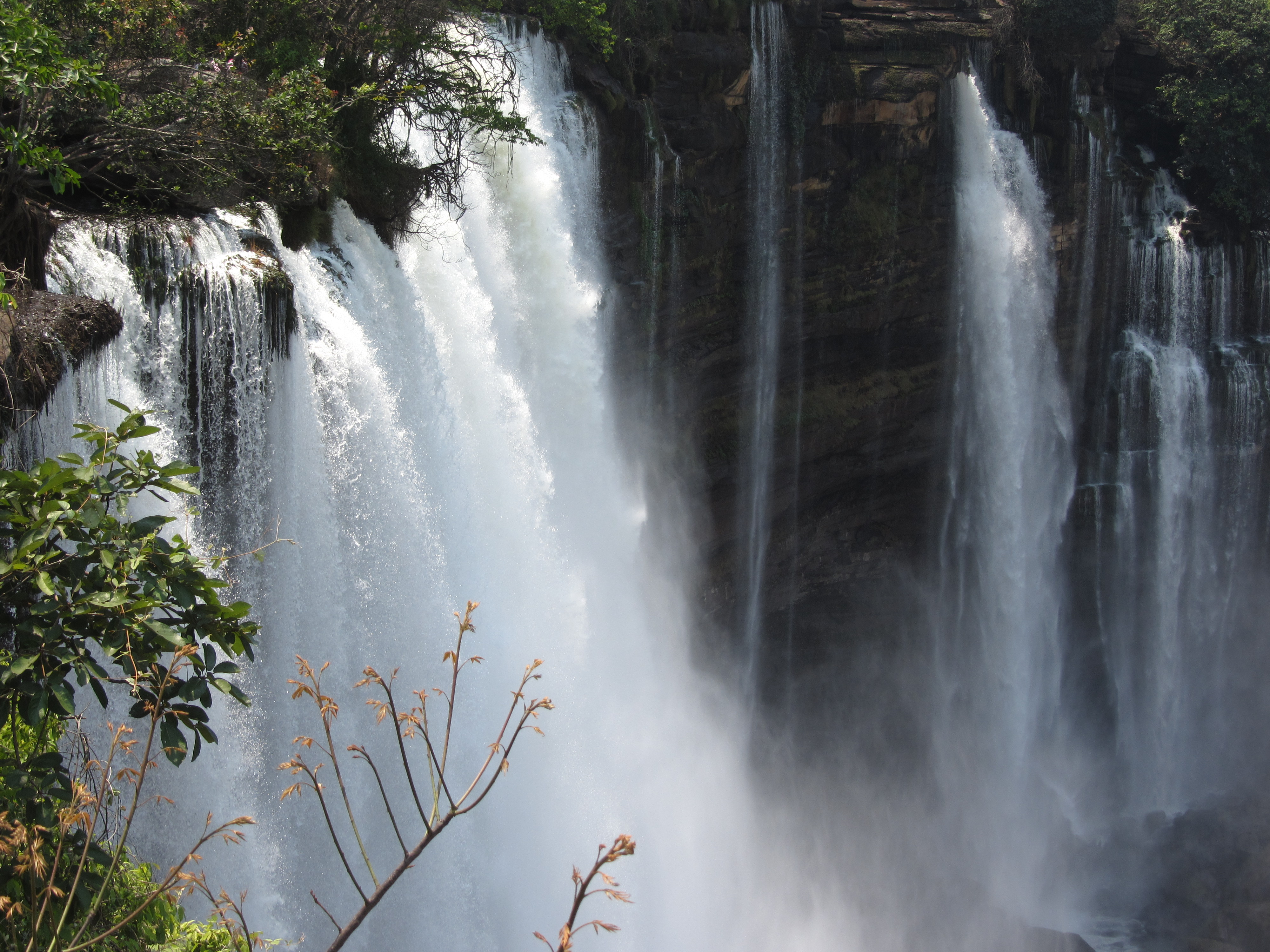
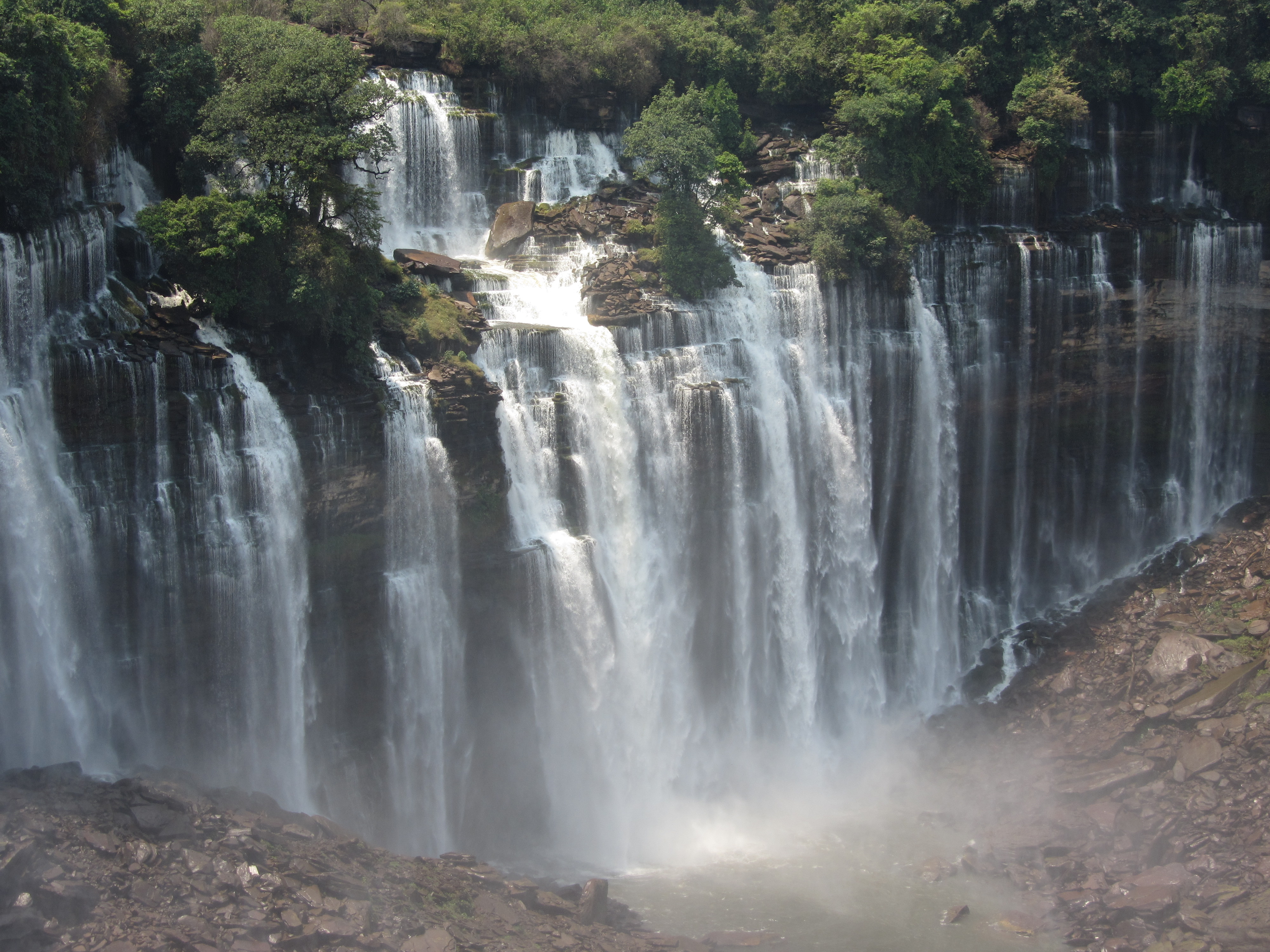
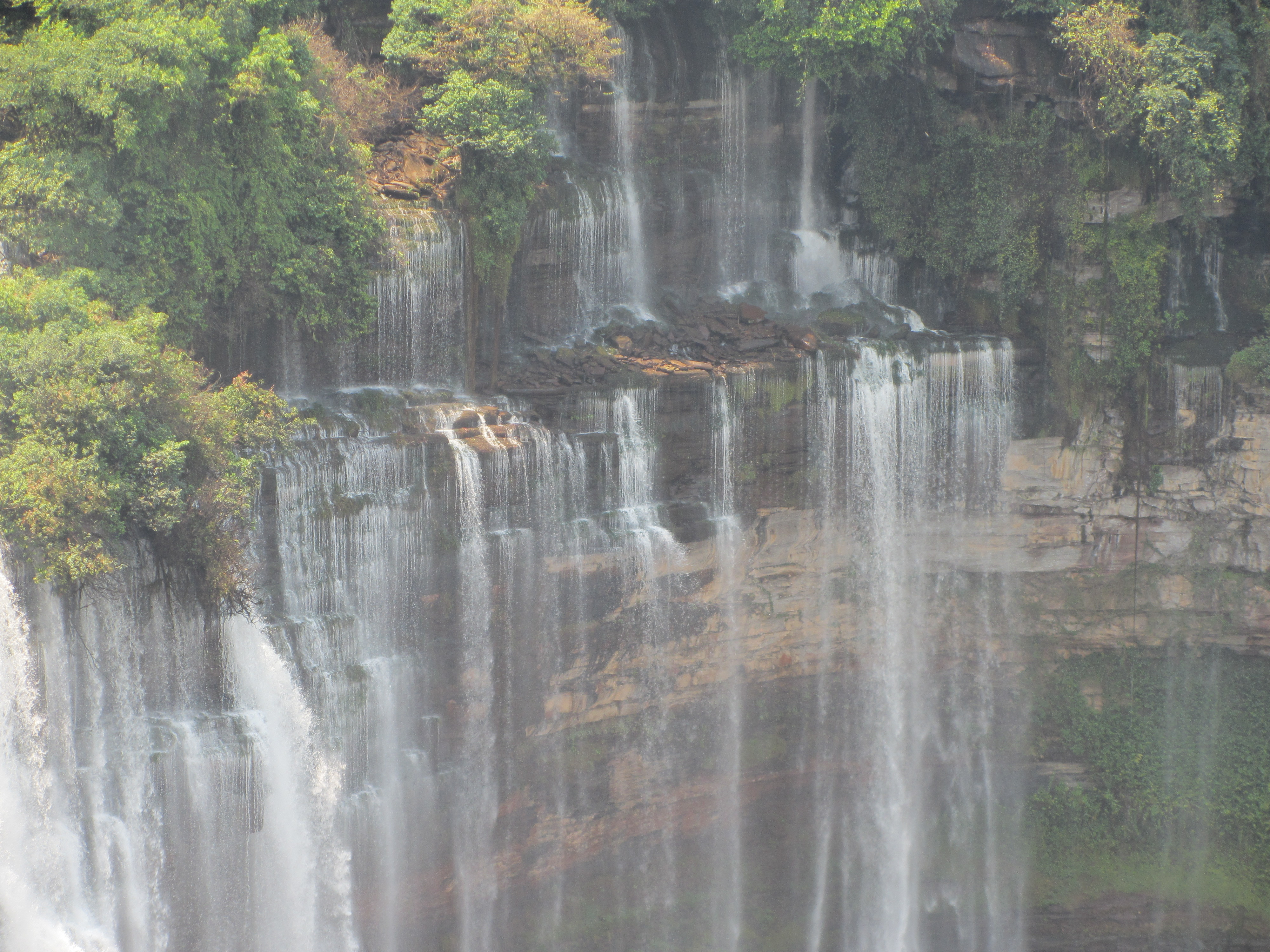
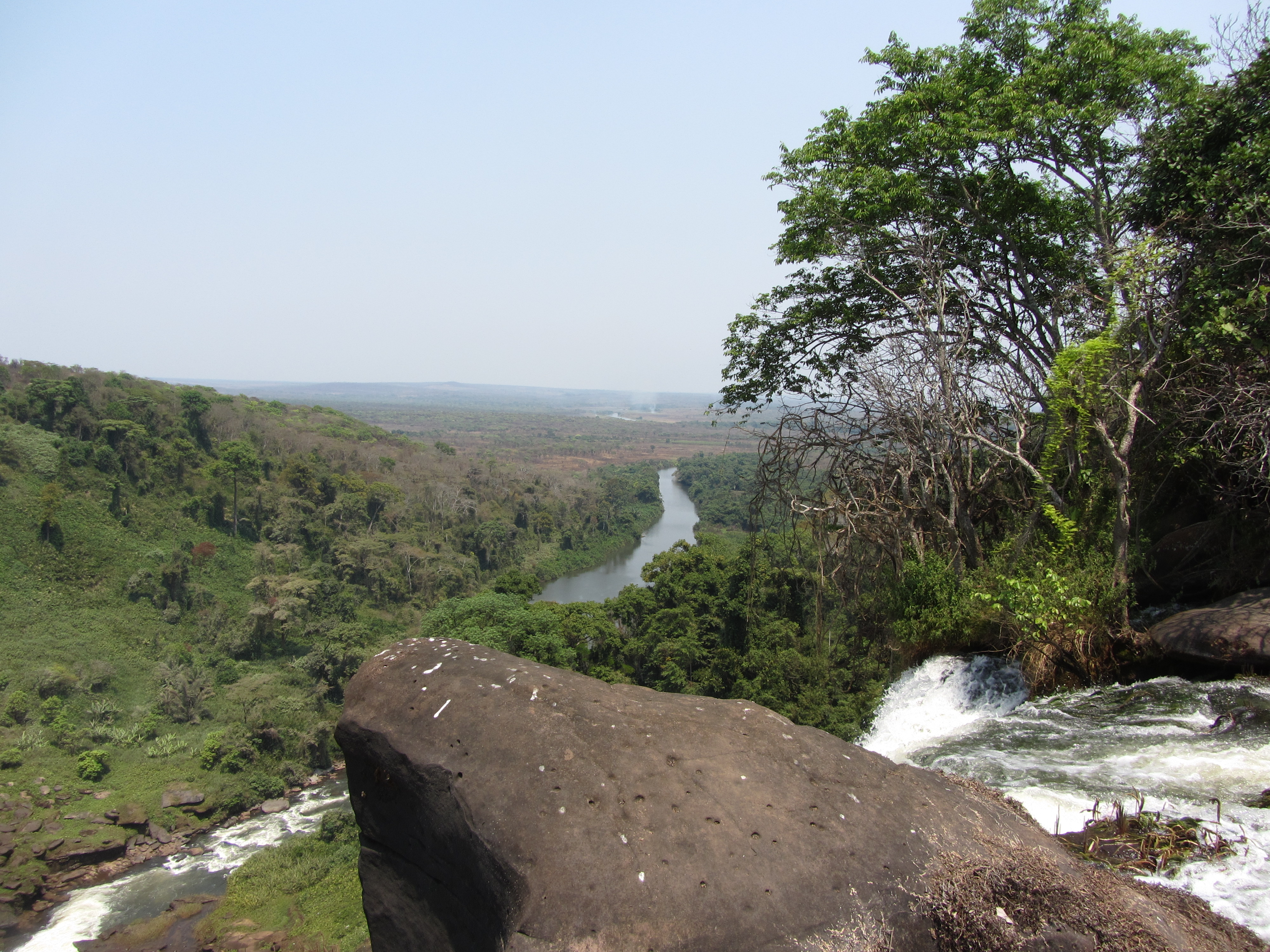
Rio Lucala
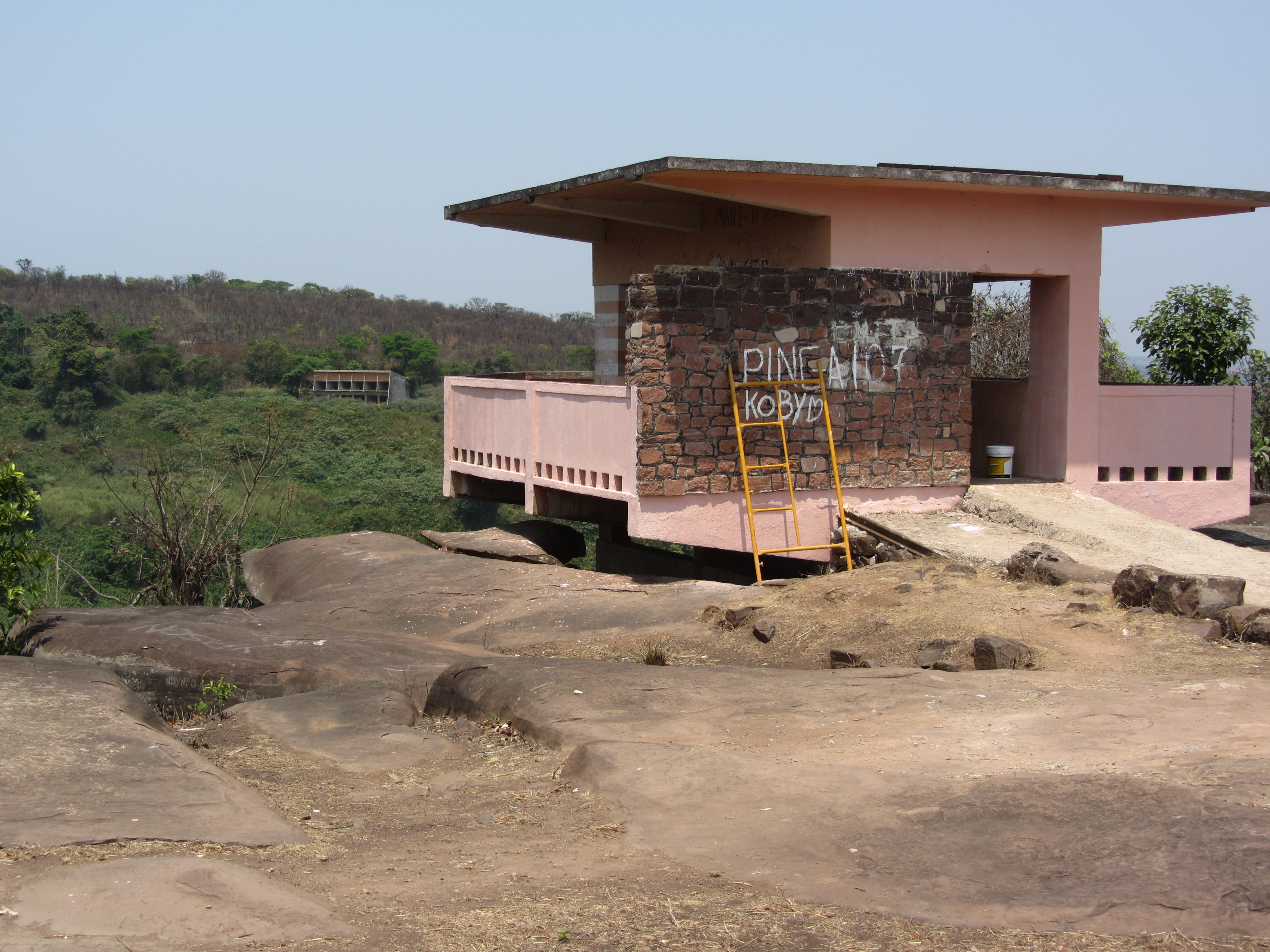
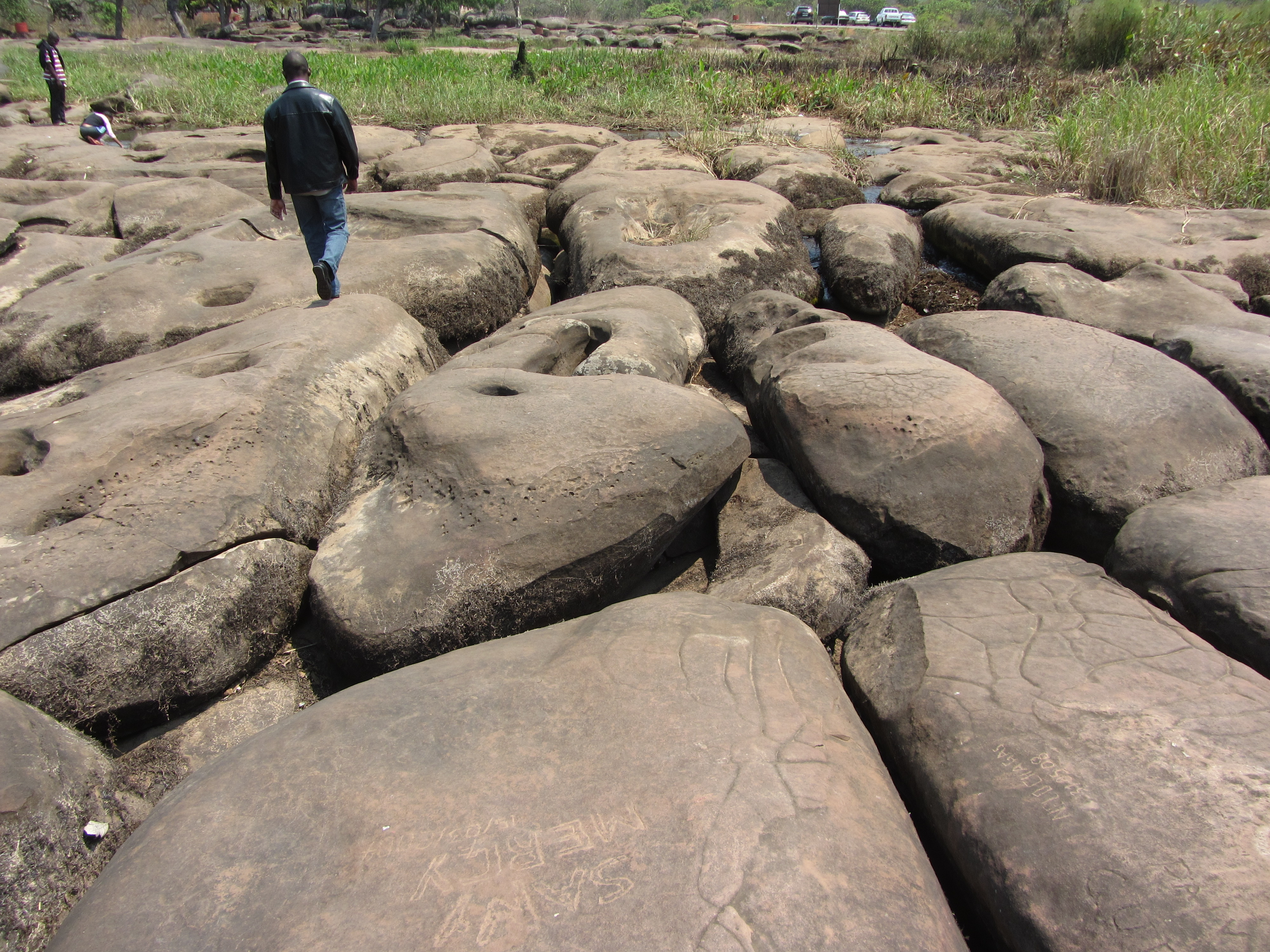